# Ekonomska komisija Ujedinjenih nacija za Evropu
Ekonomska komisija za Evropu (engl. United Nations Economic Commission for Europe - ECE or UNECE) je jedna od pet regionalnih komisija Ekonomskog i socijalnog saveta (EKOSOC) Ujedinjenih nacija (UN). Osnovana je 1947. godine sa ciljem da pospeši i ubrza privrednu saradnju između zemalja Evropskog regiona. Ova komisija ima 56 zemalja članica, među kojima je, skoro od samog osnivanja, i naša zemlja. Takođe, i sve ostale zainteresovane članice Ujedinjenih nacija, koje nisu članovi ECE, mogu učestvovati u njenom radu. Pored zemalja članica UN u aktivnostima Komisije učestvuje i preko 70 internacionalnih profesionalnih, kao i nevladinih organizacija. 
Ekonomska komisija za Evropu bavi se prvenstveno ekonomskim razvojem regiona. Njene aktivnosti su u oblasti ekonomske politike, privrednih analiza, statistike, ekonomske i tehničke saradnje, definisanja i donošenja različitih regionalnih konvencija, propisa i standarda. Na ovaj način pospešuje se harmonizacija tehničkih normativa evropskih zemalja i formiranje internacionalnih tehničkih i pravnih instrumenata čiji je krajnji cilj obezbeđivanje ujednačenog garantovanog kvaliteta proizvoda i usluga. Takođe, zahvaljujući ovim aktivnostima obezbeđuje se bolje iskorišćenje prirodnih resursa, zaštita životne sredine, kao i prevazilaženje razlika između pojedinih zemalja članica. 
Rezultat pedesetpetogodišnjeg rada ove komisije su brojni međunarodni sporazumi, propisi i standardi koji predstavljaju normativnu bazu privrednog razvoja zemalja članica, a takođe i drugih zemalja sveta, s obzirom na vodeće mesto koje u svetskoj ekonomiji imaju evropske zemlje. 
Rad Ekonomske komisije za Evropu odvija se u nekoliko sektora i jedinica, a unutar pojedinih sektora postoje komiteti u okviru kojih se formiraju radne grupe koje se bave sasvim specifičnom problematikom. 
Jedan od sektora je i Sektor saobraćaja. On postoji od samog osnivanja komisije, a u okviru njega je formiran Komitet za suvozemni transport.

## Zemlje članice
Zemlje članice UNECE-a su (56): Albanija, Andora, Austrija, Azerbejdžan, Belgija, Belorusija, Severna Makedonija, Bosna i Hercegovina, Bugarska, Crna Gora, Češka Republika, Danska, Estonija, Finska, Francuska, Grčka, Gruzija, Holandija, Hrvatska, Irska, Island, Italija, Izrael, Jermenija, Kanada, Kazahstan, Kipar, Kirgizija, Lihtenštajn, Litvanija, Letonija, Luksemburg, Mađarska, Malta, Moldavija, Monako, Nemačka, Norveška, Poljska, Portugal, Rumunija, Rusija, San Marino, Srbija, Sjedinjene Američke Države, Slovačka, Slovenija, Španija, Švedska, Švajcarska, Tadžikistan, Turkmenistan, Turska, Ujedinjeno Kraljevstvo Velike Britanije i Severne Irske, Ukrajina i Uzbekistan.

## Spoljašnje veze
- Zvanični sajt komisije (језик: енглески)